# La ciudad frente a mí
La ciudad frente a mí (en inglés, The Young Philadelphians) es una película dramática estadounidense de 1959 dirigida por Vincent Sherman y protagonizada por Paul Newman y Barbara Rush.

## Argumento
Anthony Judson Lawrence es un abogado arribista que ignora que su padre biológico es Mike Flanagan, y no el rico Lawrence, muerto antes de su nacimiento. Las ricas e influyentes familias de la alta sociedad de Filadelfia están dispuestas a todo con tal de que su nombre no se vea mezclado en ningún escándalo judicial. Es entonces, con la desaprobación general, cuando Anthony decide asumir la defensa de su amigo alcohólico, Chet Gwynn, acusado de haber asesinado a su tío para hacerse con una herencia.

## Reparto
- Paul Newman: Anthony Judson Lawrence / Narrador
- Barbara Rush: Joan Dickinson
- Alexis Smith: Carol Wharton
- Brian Keith: Mike Flanagan
- Diane Brewster: Kate Judson Lawrence
- Billie Burke: Mrs. J. Arthur Allen, propietaria de Allen Oil Co.
- John Williams: Gilbert Dickinson
- Robert Vaughn: Chester A. 'Chet' Gwynn
- Otto Kruger: John Marshall Wharton, socio en el bufete de abogados Wharton / Biddle / Clayton
- Paul Picerni: Louis Donetti
- Robert Douglas: Tío Morton Stearnes
- Frank Conroy: Dr. Shippen Stearnes
- Adam West: William Lawrence III
- Richard Deacon: George Archibald

## Premios y distinciones
Premios Óscar
| Año  | Categoría                                           | Persona             | Resultado |
| ---- | --------------------------------------------------- | ------------------- | --------- |
| 1960 | Mejor actor de reparto                              | Robert Vaughn       | Nominado  |
| 1960 | Óscar a la mejor fotografía - Blanco y negro        | Harry Stradling Sr. | Nominado  |
| 1960 | Óscar al mejor diseño de vestuario - Blanco y negro | Howard Shoup        | Nominado  |